# RMS Canada
RMS Canada byl kolesový parník třídy America společnosti Cunard Line vybudovaný roku 1848 v loděnicích Robert Steele & Co. ve skotském Greenocku. Na vodu byl spuštěn 2. června 1848 a na svoji první plavbu na trase Liverpool-Halifax-New York vyplul 25. listopadu 1848.
V roce 1849 získal po své transatlantické plavbě časem 8 dní, 12 hodin a 44 minut s průměrnou rychlostí 12,38 uzlů (22,93 km/h) rekord směrem na východ.
18. dubna 1854 kolidoval s brigou Belle, kterou potopil se ztrátou dvou životů. 25. listopadu téhož roku kolidoval u Bostonu s parníkem SS Ocean se ztrátou tří životů. Pro Cunard sloužil až do roku 1866, kdy byl prodán. V roce 1883 byl nakonec rozebrán.